# 윈치컴

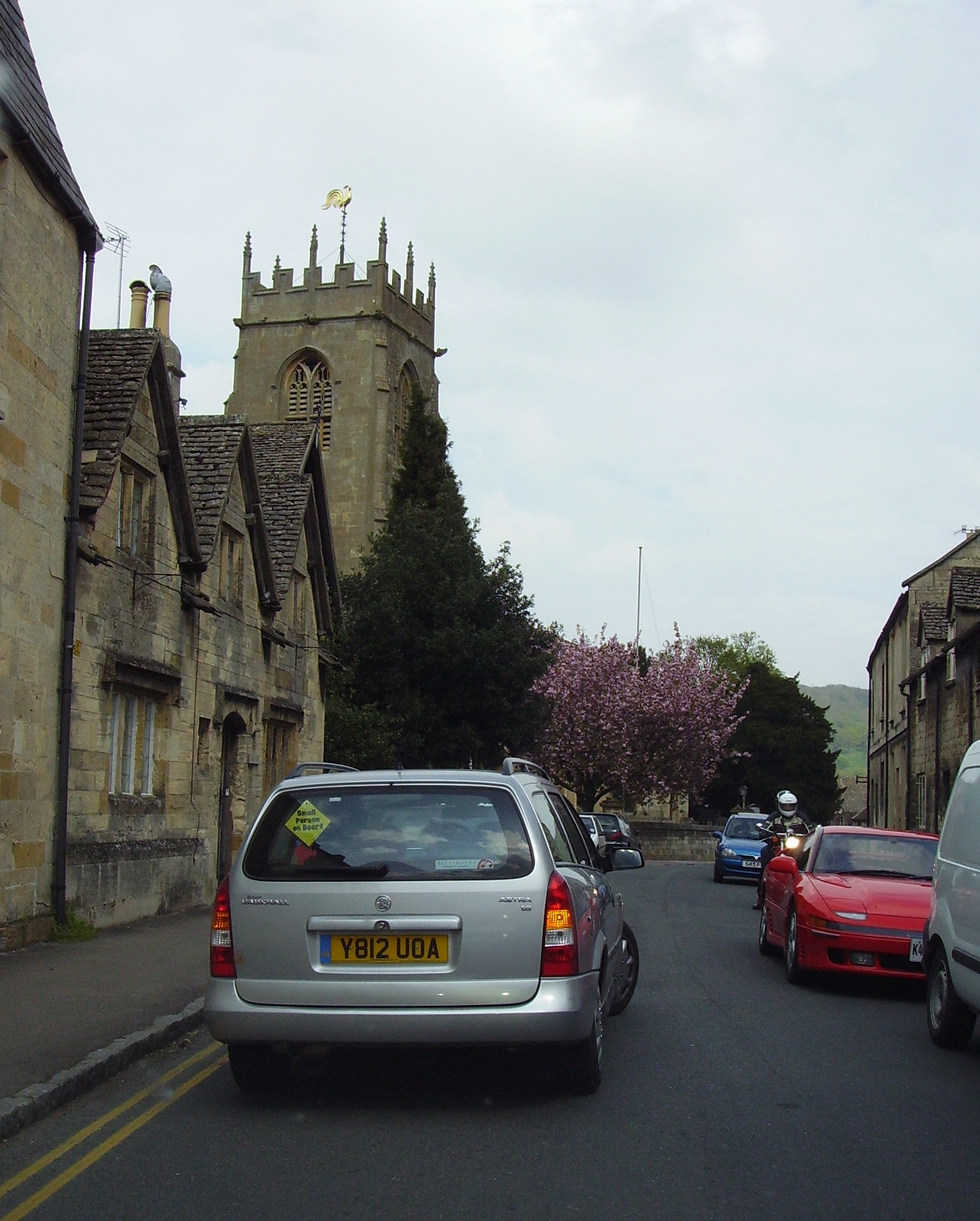
윈치컴

윈치컴(영어: Winchcombe)은 잉글랜드 글로스터셔주에 위치한 도시로 인구는 4,538명(2011년 기준)이다.